# Robin Schoonbrood
Robin Schoonbrood (Tilburg, 29 mei 1999) is een Nederlands voetballer die doorgaans als middenvelder speelt. Hij debuteerde op 8 september 2018 in het betaald voetbal als speler van Jong PSV.

## Carrière
Schoonbrood speelde in de jeugd van SV Triborgh en PSV. Hij zat in het seizoen 2017/18 één wedstrijd op de bank bij Jong PSV. Daarvoor debuteerde hij in het seizoen 2018/19 in het betaald voetbal. Dit was op 7 september 2018, in een met 3–2 verloren uitwedstrijd tegen Jong FC Utrecht. Hij kwam in de 61e minuut in het veld voor Marlon Frey.
Op 23 juni 2020 verlengde hij zijn aflopende contract met een jaar.

## Clubstatistieken
| Seizoen     | Club        | Competitie     | Competitie | Competitie | Beker | Beker | Internationaal | Internationaal | Totaal | Totaal |
| Seizoen     | Club        | Competitie     | Wed.       | Dlp.       | Wed.  | Dlp.  | Wed.           | Dlp.           | Wed.   | Dlp.   |
| ----------- | ----------- | -------------- | ---------- | ---------- | ----- | ----- | -------------- | -------------- | ------ | ------ |
| 2018/19     | Jong PSV    | Eerste divisie | 21         | 0          | 0     | 0     | —              | —              | 21     | 0      |
| 2019/20     | Jong PSV    | Eerste divisie | 17         | 2          | 0     | 0     | —              | —              | 17     | 2      |
| Club totaal | Club totaal | Club totaal    | 38         | 2          | 0     | 0     | 0              | 0              | 38     | 2      |

Bijgewerkt t/m 30 november 2019
Abed ·
Bahaty ·
Bars ·
Bassey ·
Bawuah ·
Van den Berg ·
Van de Blaak ·
Bresser ·
Dağaşan ·
Van Duiven ·
Geerts ·
Gilbert ·
Gomez van Hoogen ·
Gonzaga ·
Van den Heuvel ·
Heylen ·
Houben ·
Janssen ·
Khaderi ·
Kuhn ·
Kuijsten ·
Manuhutu ·
Markdal ·
Monamay ·
Mulders ·
Van der Plas ·
Raap ·
Van de Riet ·
Smolenaars ·
Steur ·
Thomas ·
Uneken  ·
Verkooijen ·
Waayers ·
Younis ·
Coach: Groenendijk
· Assistent-coach: Bouma
· Assistent-coach: Wolf
· Keeperstrainer: Waterman